# ريد هندرسون
ريد هندرسون هو لاعب كرة قدم كندي، ولد في 1935. لعب مع إدمنتون اسكيموس.

## وصلات خارجية
- ريد هندرسون على موقع JustSportsStats.com (الإنجليزية)